# 吉田直美
吉田 直美（よしだ なおみ、1979年 - ）は、日本の小説家。

## 経歴
- 1979年、宮城県に生まれる。現在練馬区在住。
- 2003年、日本大学芸術学部卒業。
- 2006年、「ポータブル・パレード」で第38回新潮新人賞小説部門受賞。

## 作品リスト

### 単行本未収録作品
- ポータブル・パレード（『新潮』2006年11月号）